# Birkholz
Birkholz is een plaats en voormalige gemeente in de Duitse deelstaat Saksen-Anhalt, en maakt deel uit van de Landkreis Stendal.
Birkholz telt 398 inwoners.

## Geboren
- Kurt Student (1890-1978), generaal